# Psylla vaccinii
Psylla vaccinii är en insektsart som beskrevs av Miyatake 1964. Psylla vaccinii ingår i släktet Psylla och familjen rundbladloppor. Inga underarter finns listade i Catalogue of Life.